# Яунде
Я́унде (фр. Yaoundé) — столиця Камеруну. Населення міста становить понад 2,8 мільйона осіб, що робить його другим за величиною містом країни після портового міста Дуала. Воно розташоване в Центральному регіоні країни на висоті близько 750 метрів над рівнем моря.
Форпост Епсумб або Джеундо був заснований між річками Ньонг та Санага на північному краю лісів цього району в 1887 році німецькими дослідниками як торгова база для каучуку та слонової кістки. У 1895 році було побудовано військовий гарнізон, що дозволило подальшу колонізацію. Після поразки Імперської Німеччини у Першій світовій війні Франція отримала мандат на управління східною частиною Камеруну, а в 1922 році Яунде було обрано столицею колонії.
Дуала залишалася більш важливим населеним пунктом, але Яунде швидко розвивався і продовжував бути резиденцією уряду Республіки Камерунпісля її незалежності в 1960 році. Економіка Яунде, як і раніше, в основному залежить від державного апарату, але серед основних галузей промисловості міста можна назвати виробництво тютюнових виробів, молочних продуктів, пива, глиняних виробів, скляних виробів і деревини. У місті є багато вражаючих пам'ятників та будівель, таких як Президентський палац та Палац конгресів.

## Історія
Найдавнішими мешканцями Камеруну, ймовірно, були баки (пігмеї). Вони досі населяють ліси південних та східних регіонів. Ті, хто розмовляє мовою банту, що походять з камерунських високогір'їв, були одними з перших, хто переселився звідти до приходу інших завойовників. В кінці 1770-х і на початку 1800-х років фульбе — кочовий ісламський народ західного Сахеля — завоювали більшу частину території, яка зараз є північною частиною Камеруну, підкоривши або вигнавши його переважно немусульманських жителів.
Форпост Епсумб або Джеундо був заснований між річками Ньонг та Санага на північному краю лісів цього району в 1887 році, 1888 році, або в лютому 1889 року німецькими дослідниками лейтенантом Річардом Кундом і Гансом Таппенбеком за згодою вождів Ела Есоно. З грудня 1889 року по травень 1895 року він був зайнятий німецьким ботаніком Георгом Августом Зенкером як сільськогосподарська дослідна станція під назвою Яунде на честь місцевого народу Яунде або Евондо. Його поселення слугувало базою для торгівлі каучуком та слоновою кісткою в цьому районі, які купувалися у тубільців в обмін на імпортний одяг та залізо. Англійською мовою вона також була відома як станція Яунде. Створення майором Домініком військового гарнізону на цьому місці в 1895 році дозволило відкрити місію паллотинів і релігійну школу в сусідньому Мволіє (нині передмістя).
Під час Першої світової війни Яунде був окупований бельгійськими військами з Конго. Після поразки Імперської Німеччини в цій війні Франція отримала мандат на управління східної частини Камеруну від Ліги Націй, і в 1922 році Яунде був обраний столицею колонії. Дуала довгий час залишалася більш важливим населеним пунктом, але після 1957 року Яунде пережив бурхливе зростання через кризу у виробництві какао і заворушення на узбережжі. Він залишився столицею Республіки Камерун після здобуття нею незалежності.

## Географія

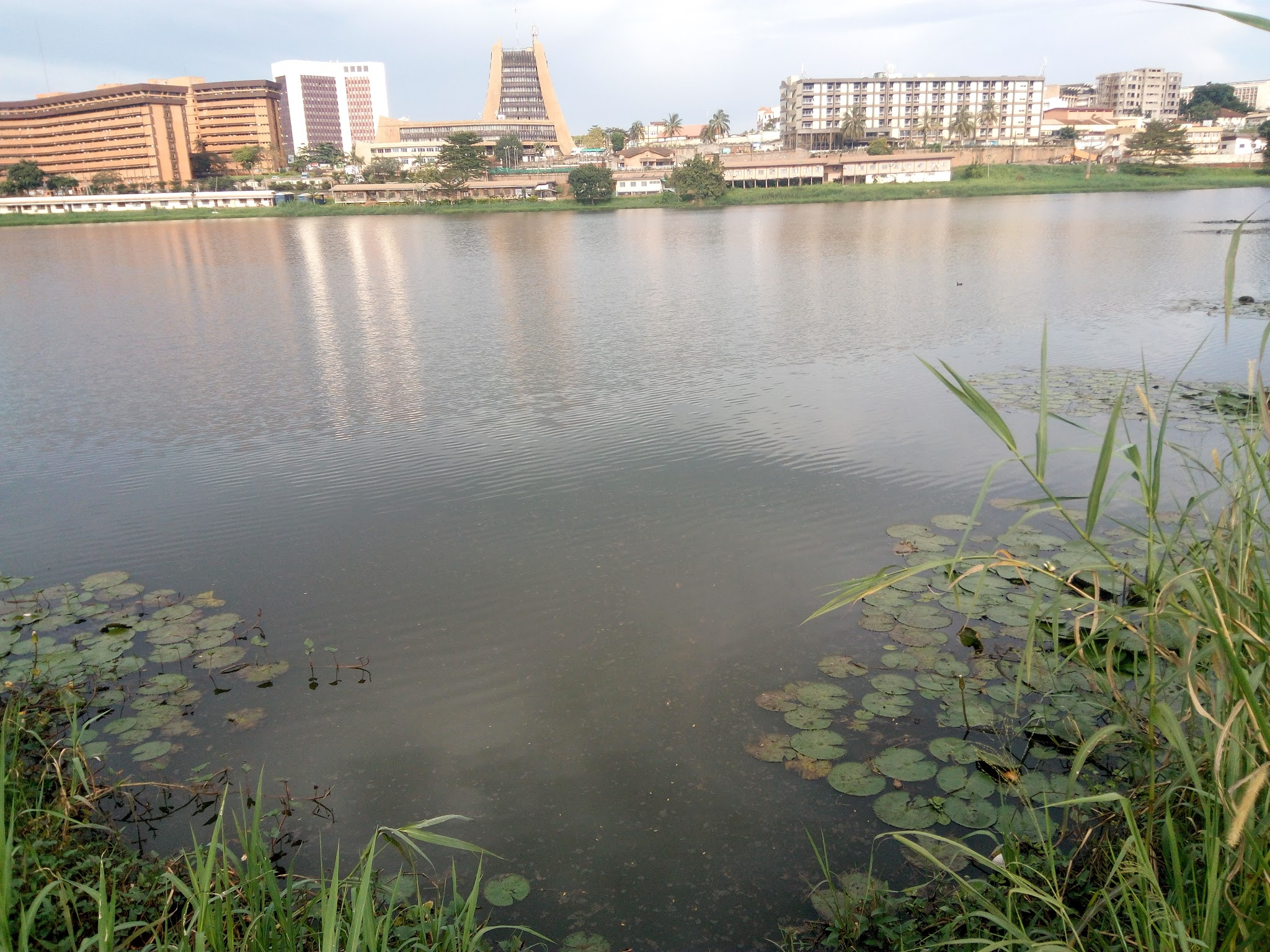
Муніципальне озеро

Місто Яунде розташоване на горбистому лісистому плато між річками Ньон та Санага на висоті 750 м над рівнем моря. У місті знаходиться міжнародний аеропорт.
Яунде є важливий торговельний центр. Місто є торгово-транзитним вузлом для вантажів з ЦАР та Чаду.

## Клімат
Яунде має тропічний вологий та сухий клімат (Aw за класифікацією кліматів Кеппенаа) і є скоріше екваторіальним, ніж тропічним, з вузьким діапазоном місячних температур протягом року. Однак, головним чином через висоту над рівнем моря, температури не такі високі, як можна було б очікувати від міста, розташованого поблизу екватора. Яунде має тривалий сезон дощів, який триває десять місяців, з березня по листопад. Однак у липні спостерігається помітне зменшення кількості опадів у вологий сезон, що майже створює враження, ніби місто має два окремі сезони дощів; це пов'язано з тим, що місто розташоване лише трохи північніше екватора. Саме завдяки відносному затишшю в опадах протягом цього місяця Яунде має тропічний вологий і сухий клімат, на відміну від тропічного мусонного клімату.
| Клімат Яунде                                                    | Клімат Яунде | Клімат Яунде | Клімат Яунде | Клімат Яунде | Клімат Яунде | Клімат Яунде | Клімат Яунде | Клімат Яунде | Клімат Яунде | Клімат Яунде | Клімат Яунде | Клімат Яунде | Клімат Яунде |
| Показник                                                        | Січ.         | Лют.         | Бер.         | Квіт.        | Трав.        | Черв.        | Лип.         | Серп.        | Вер.         | Жовт.        | Лист.        | Груд.        | Рік          |
| Абсолютний максимум, °C                                         | 33           | 33           | 33           | 36           | 34           | 32           | 31           | 34           | 31           | 33           | 32           | 32           | 36           |
| Середній максимум, °C                                           | 29,6         | 31,0         | 30,4         | 29,6         | 28,8         | 27,7         | 26,5         | 26,5         | 27,5         | 27,8         | 28,1         | 28,5         | 28,5         |
| Середня температура, °C                                         | 24,6         | 25,7         | 25,4         | 25,0         | 24,5         | 23,8         | 23,2         | 22,9         | 23,4         | 23,5         | 23,9         | 24,0         | 24,2         |
| Середній мінімум, °C                                            | 19,6         | 20,3         | 20,3         | 20,3         | 20,2         | 19,9         | 19,9         | 19,3         | 19,3         | 19,2         | 19,6         | 19,5         | 19,8         |
| Абсолютний мінімум, °C                                          | 14           | 15           | 16           | 15           | 16           | 15           | 16           | 16           | 15           | 15           | 17           | 16           | 14           |
| Середня кількість сонячних годин на місяць                      | 172,0        | 179,0        | 169,9        | 164,5        | 166,2        | 126,0        | 96,1         | 86,2         | 102,4        | 130,2        | 167,1        | 181,4        | 1741,0       |
| Норма опадів, мм                                                | 19.0         | 42.8         | 124.9        | 171.3        | 199.3        | 157.1        | 74.2         | 113.7        | 232.3        | 293.6        | 94.3         | 18.6         | 1541.1       |
| Днів з опадами                                                  | 3            | 4            | 12           | 14           | 17           | 14           | 11           | 12           | 20           | 23           | 11           | 3            | 144          |
| Вологість повітря, %                                            | 79.5         | 79.5         | 81.0         | 82.0         | 84.0         | 85.0         | 85.5         | 86.0         | 85.5         | 85.0         | 82.0         | 79.0         | 82.8         |
| --------------------------------------------------------------- | ------------ | ------------ | ------------ | ------------ | ------------ | ------------ | ------------ | ------------ | ------------ | ------------ | ------------ | ------------ | ------------ |
| Джерело: World Meteorological Organization NOAA (sun 1961—1990) |              |              |              |              |              |              |              |              |              |              |              |              |              |

## Економіка
Більша частина економіки Яунде зосереджена навколо адміністративної структури державної служби та дипломатичних служб. Завдяки цим важливим центральним структурам, Яунде має вищий рівень життя та безпеки, ніж решта Камеруну.
Основними галузями промисловості в Яунде є тютюнова, молочна, пивна, пивна, скляна та деревообробна. Місто також є регіональним розподільчим центром для кави, какао, копри, цукрової тростини та каучуку.
Місцеві жителі займаються міським сільським господарством. За оцінками, у місті налічується «50 000 свиней і понад мільйон курей».
У 2010 році за мерства Жана Клода Аджесса Мелінгі Яунде розпочав реалізацію проїкту зі зниження ризику повеней — Генерального плану санітарного очищення міста Яунде — з метою вирішення проблеми «сильних повеней, які 15–20 разів на рік завдавали шкоди місту, зачіпаючи до 100 000 осіб за раз». Через чотири роки частота повеней зменшилася з п'ятнадцяти до трьох разів на рік, а випадки захворювань, що передаються через воду, таких як тиф та малярія, скоротилися майже наполовину. Хоча Мелінгуї помер у 2013 році, місцеві чиновники продовжують його зусилля з перетворення міста. Поточні поліпшення санітарної інфраструктури здійснюються в рамках «плану вартістю 152 мільйони доларів, що значною мірою фінансується за рахунок позик, головним чином від Африканського банку розвитку та Французького агентства розвитку», завершення якого заплановано на 2017 рік.
Незважаючи на проблеми з безпекою та гуманітарні кризи, від яких потерпає центральноафриканська країна, її економіка залишається стабільною. Фактично, відбувається диверсифікація виробничої економічної діяльності, а сектор послуг становить близько половини всього внутрішнього виробництва. Однак, як і багато африканських країн, Камерун давно страждає від корупції, яка домінує майже в усіх секторах, особливо в столиці. Доходи від продажу нафти, газу та гірничодобувної промисловості рідко відображаються у звітах, що дає змогу припустити наявність масових розкрадань. Крім того, існує слабкий захист реальної та інтелектуальної власності, а судова система є вразливою до політичних маніпуляцій.
За даними муніципалітету Яунде, з 1980 по 2014 рік у місті сталося понад 130 повеней, які спричинили масові людські жертви та економічні збитки. Однак, з моменту запровадження генерального плану санітарних заходів щодо вирішення цієї проблеми повені в місті зменшилися. Ще одним заходом стало переселення людей, що живуть уздовж дренажних шляхів і в низьколежачих зонах затоплення.

## Архітектура
У центрі міста розташовані урядові установи, деякі готелі та центральний ринок. У районі Бастос, де більшість будинків належить камерунцям, розташовані іноземні посольства та громади європейських, американських та інших континентальних експатріантів (переважно з дипломатичного корпусу). Президентський палац і комплекс розташовані в районі Етоуді.
Також у Яунде є:
- Монумент возз'єднання[en]
- Спортивний палац (Palais des Sports)
- Палац конгресів

У районі Мвог-Бетсі є невеликий зоопарк. У Яунде є невеликий вибір пабів, нічних клубів і ресторанів. Неподалік від Яунде знаходиться НУО Ape Action Africa, яка рятує і реабілітує великих мавп, що знаходяться під загрозою вимирання через незаконну торгівлю м'ясом диких тварин і вирубку лісів.

## Культура
- Музей мистецтв Камеруну (розташований у колишньому бенедиктинському монастирі)
- Національний музей Камеруну (розташований у колишньому президентському палаці)
- Музей Блекітьюд
- Музей Афхемі
- Муніципальне озеро Яунде
- Зоопарк-ботанік Мвог-Бетсі
- Конгрес-центр у Цінзі

## Релігія

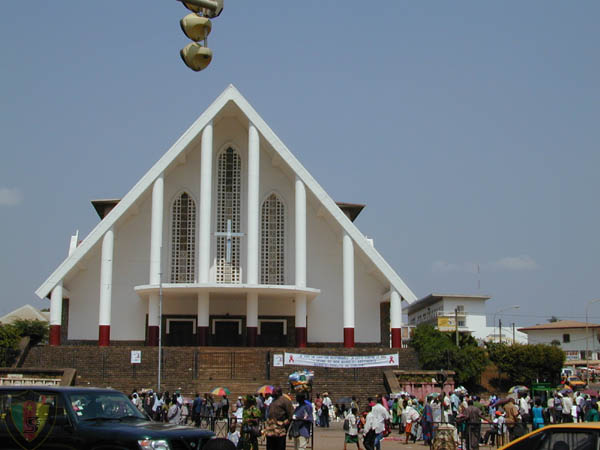
Собор Богоматері Побідоносної, Яунде

Місцями богослужіння в місті переважно є християнські церкви: Римсько-католицька архієпархія Яунде (Католицька церква), Міжнародне християнське місіонерське товариство та асоційовані церкви (п'ятидесятники), Євангельська церква Камеруну (Всесвітнє співтовариство реформатських церков), Пресвітеріанська церква в Камеруні (Всесвітнє співтовариство реформатських церков), Союз баптистських церков у Камеруні (Всесвітній баптистський альянс), Місія повного Євангелія в Камеруні (Асамблеї Бога). Також є мусульманські мечеті.

## Транспорт
Через Яунде проходять два трансафриканські автомобільні маршрути:
- Шосе Триполі-Кейптаун
- Шосе Лагос-Момбаса

З міста курсує багато автобусних компаній, особливо в районах Нсам і Мван. Між Яунде і Дуалою курсують регулярні автобуси, на цій трасі сталося кілька смертельних аварій. Час у дорозі між Дуалою та Яунде становить приблизно 3 години. У будні дні в місті може бути інтенсивний рух, але у вихідні дні він майже відсутній. Яунде досягла значного прогресу в розвитку інфраструктури, особливо в будівництві доріг.
Міжнародний аеропорт Яунде Нсімален є головним цивільним транспортним вузлом, а сусідній аеропорт Яунде використовується військовими.
Залізничні лінії проходять на захід до портового міста Дуала та на північ до Нгаундере.

## Освіта
Камерун — двомовна країна, де англійська та французька мови є офіційними мовами; тому в місті співіснують школи з французькою системою освіти, де освітній процес здійснюється французькою мовою, зі школами з англійською системою освіти.

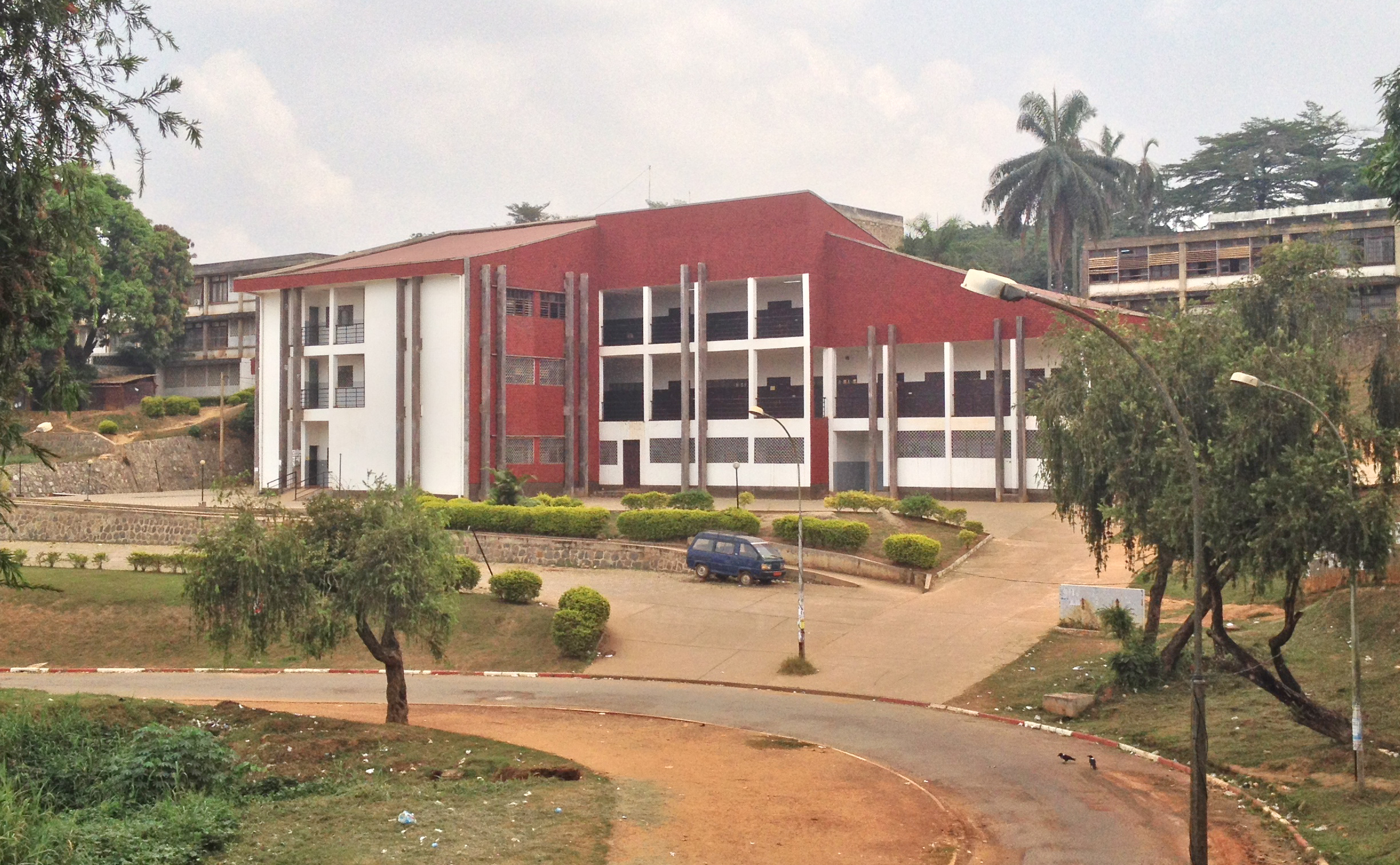
Кампус університету Яунде I

У Камеруні працюють три школи США: Американська школа Яунде (ASOY) і Міжнародна школа тропічних лісів (RFIS) і Американська школа Дуали (ASD). Існує також одна турецька школа (коледж) Amity.
У Яунде розташоване декілька університетів:
- Університет Яунде I,
- Університет Яунде II (в університетському містечку за межами міста),
- Протестантський університет Центральної Африки (UPAC),
- Католицький університет Центральної Африки (UCAC).

Деякі з професійних навчальних закладів країни також розташовані в Яунде (Вищий педагогічний коледж, Військова школа Камеруну), а також різні школи для підготовки інженерів, лікарів (CUSS)), медсестер і дипломатів.

## Охорона здоров'я
Найбільшою лікарнею є Центральна лікарня Яунде (Hôpital Central de Yaoundé) на 650 ліжок. Загальна лікарня Яунде (Hôpital Général de Yaoundé — HGY) мала 302 ліжка, коли була побудована в 1985 році. ] Інші лікарні — це лікарня гінекології, акушерства та педіатрії Яунде (Hôpital Gynéco-Obstétrique et Pédiatrique de Yaoundé — HGOPY) та Університетський лікарняний центр Яунде (Center Hospitalier Universitaire de Yaoundé — CHU).

## Спорт

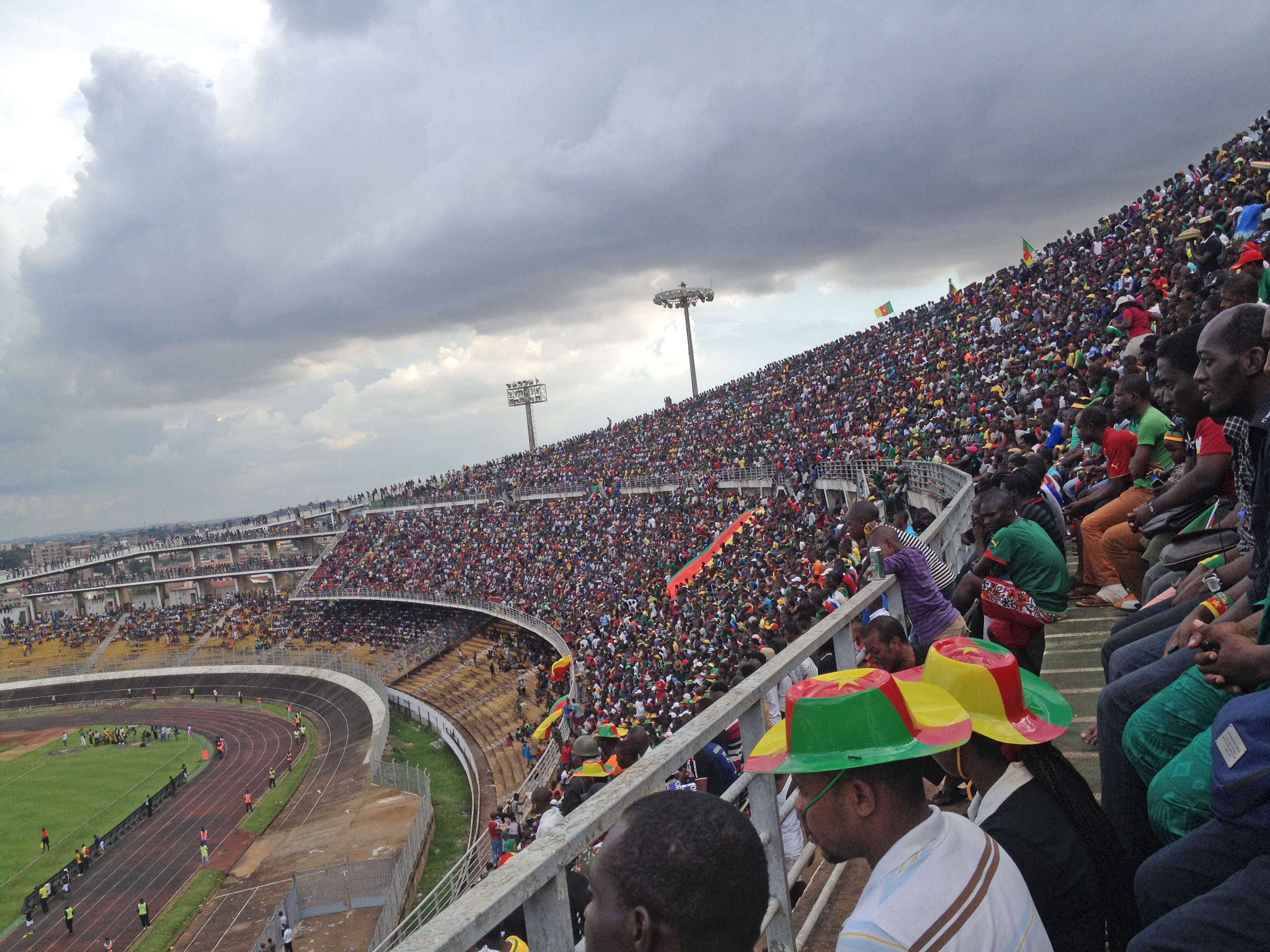
Стадіон імені Ахмаду Ахіджо під час матчу

Національна збірна з футболу проводить частину своїх домашніх матчів на стадіоні «Ахмаду Ахіджо», а футбольні клуби «Канон Яунде», «Імпотс ФК» та «Тоннерре Яунде» розташовані в цьому місті. Гран-прі Шанталь Бія, чоловічі велосипедні перегони на шосе в рамках UCI Africa Tour, стартують і фінішують у Яунде.
Яунде також є базою Національного інституту молоді та спорту (INJS); ця школа готує державних службовців, які протягом своєї кар'єри будуть відповідати за спорт у всій країні.
Джоел Ембіід, центровий команди «Філадельфія Севенті Сіксерс», та Люк Ба-а-Муте, який був форвардом «Лос-Анджелес Кліпперс», родом з Яунде, як і Самюель Умтіті, футболіст збірної Франції та ФК «Барселона», Брель Емболо, футболіст ФК «Монако», та Венсан Абубакар, футболіст «Порту».

## Відомі люди
- П'єр Ерве Атеме Еланга, колишній камерунський футболіст
- Жан-П'єр Беколо[en], народився в Яунде, кінорежисер
- Жанна-Луїза Джанга[en], поетеса, романістка та хореограф
- Арнольд Ебікеті[en], зовнішній лайнбекер команди «Атланта Фелконс»
- Джоел Ембіід, баскетболіст клубу «Філадельфія Севенті Сіксерс»
- Брель Емболо, швейцарський футболіст
- Жандо Фукс, народжений у Яунде, футболіст англійського клубу «Пітерборо Юнайтед».
- Люк Ба-а-Муте, баскетболіст, НБА
- Чарльз Мінленд, баскетболіст, MVP Ізраїльської баскетбольної Прем'єр-ліги 2003 року
- Франсіс Нганну, чемпіон UFC у важкій вазі
- Ахілле Ньянке[en], камерунський футболіст
- Юсуфа Мукоко, німецький футболіст
- Балеп Ба Ндумбук[en], вірменський футболіст камерунського походження
- Самюель Умтіті, французький футболіст

## Світлини

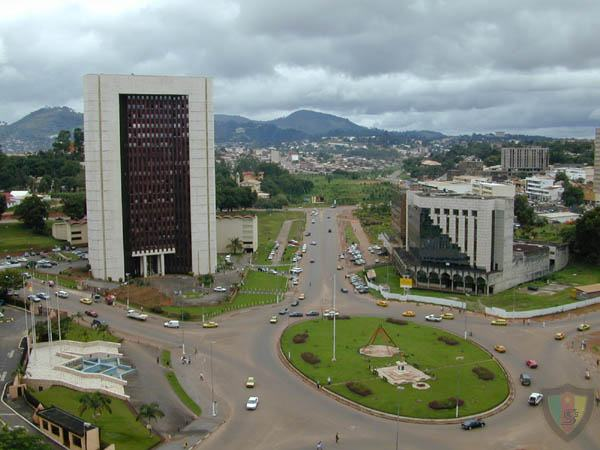
Кільцева розв'язка біля площі 20 травня
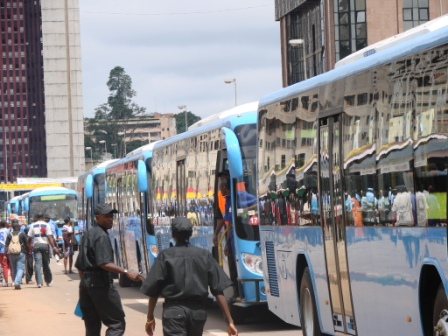
Автобуси в Яунде
Монумент і статуя возз'єднання
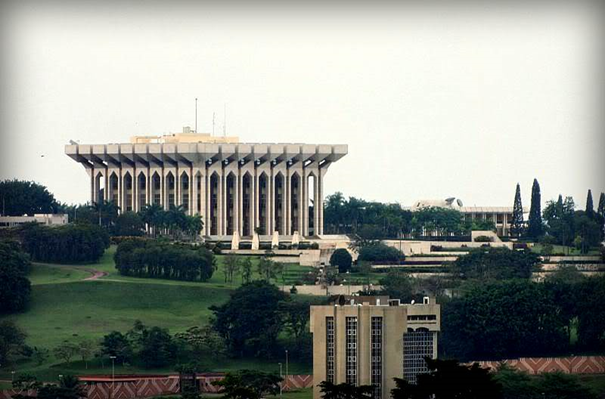
Палац Єдності  – резиденція президента Камеруну
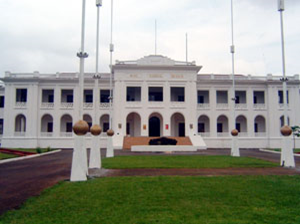
Національний музей
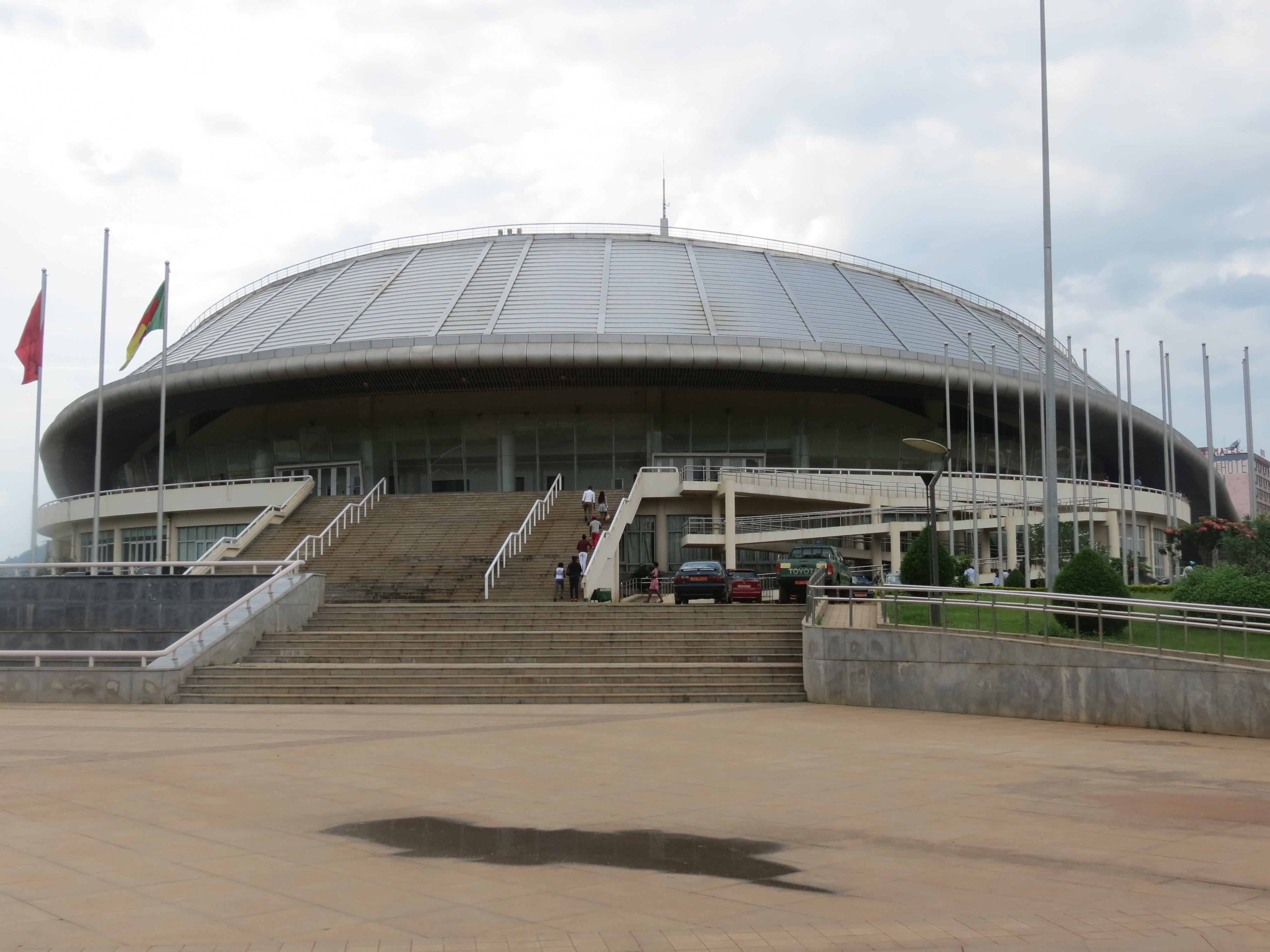
Спортивний палац
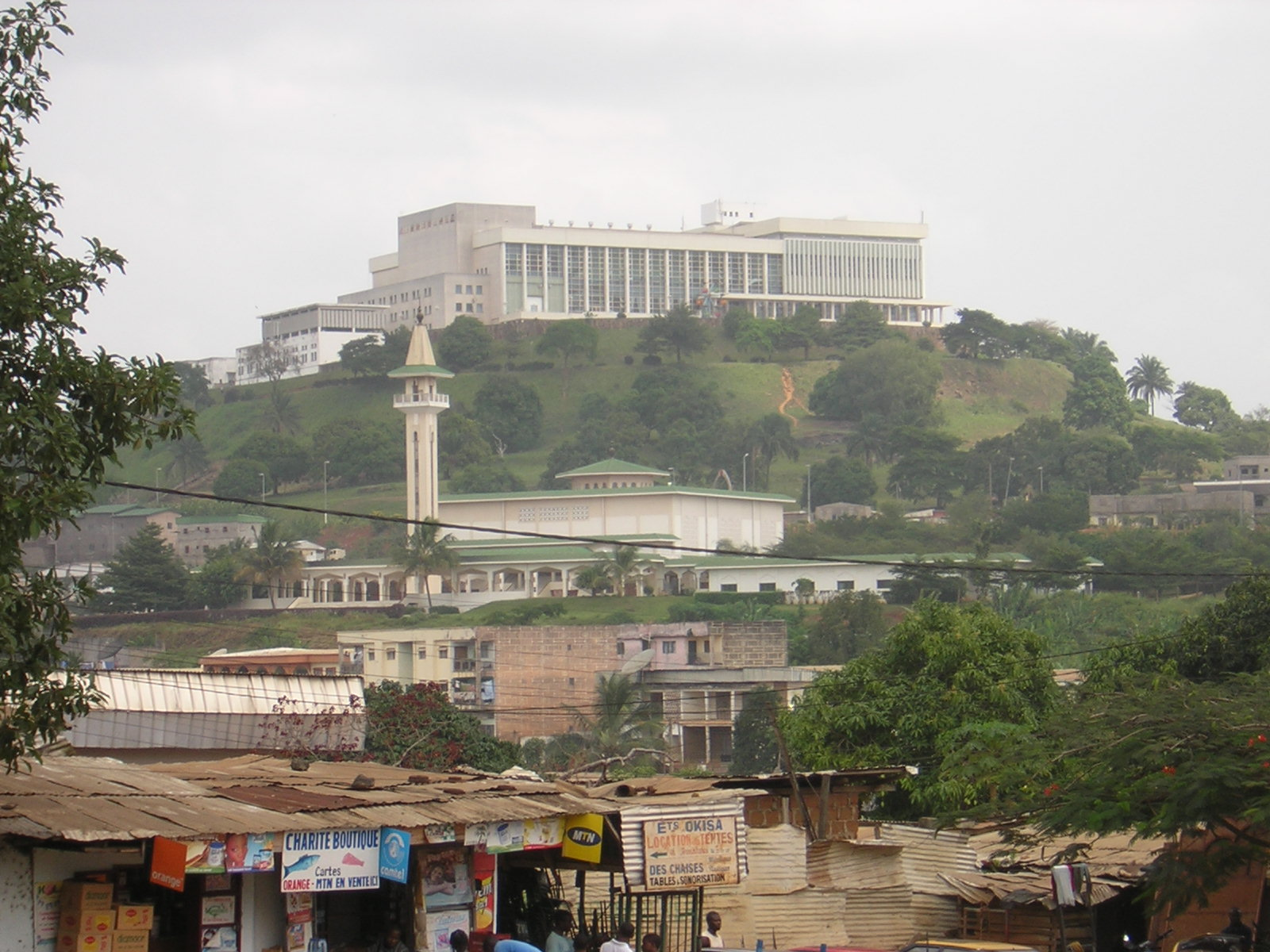
Палац конгресів
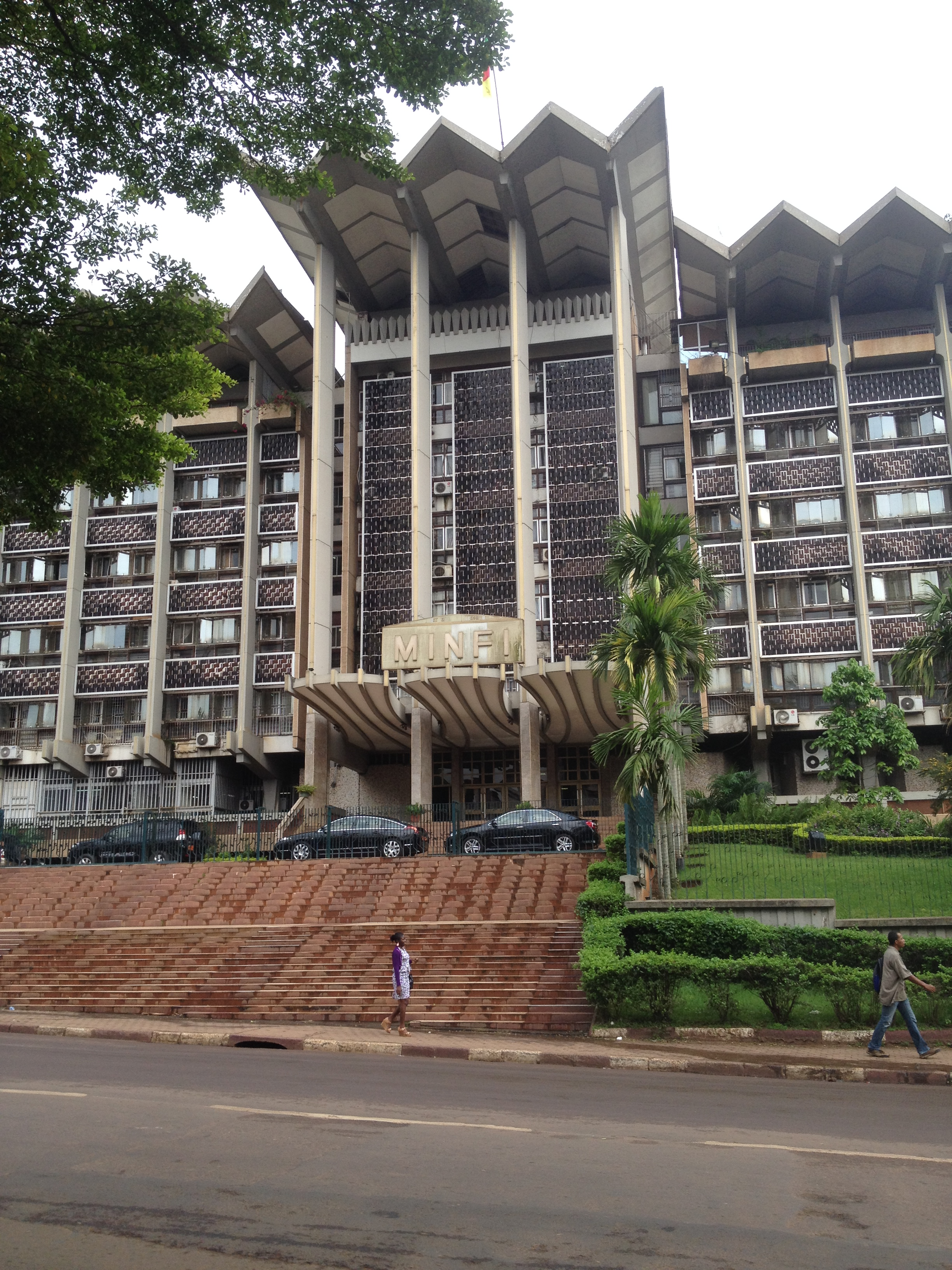
Міністерство фінансів
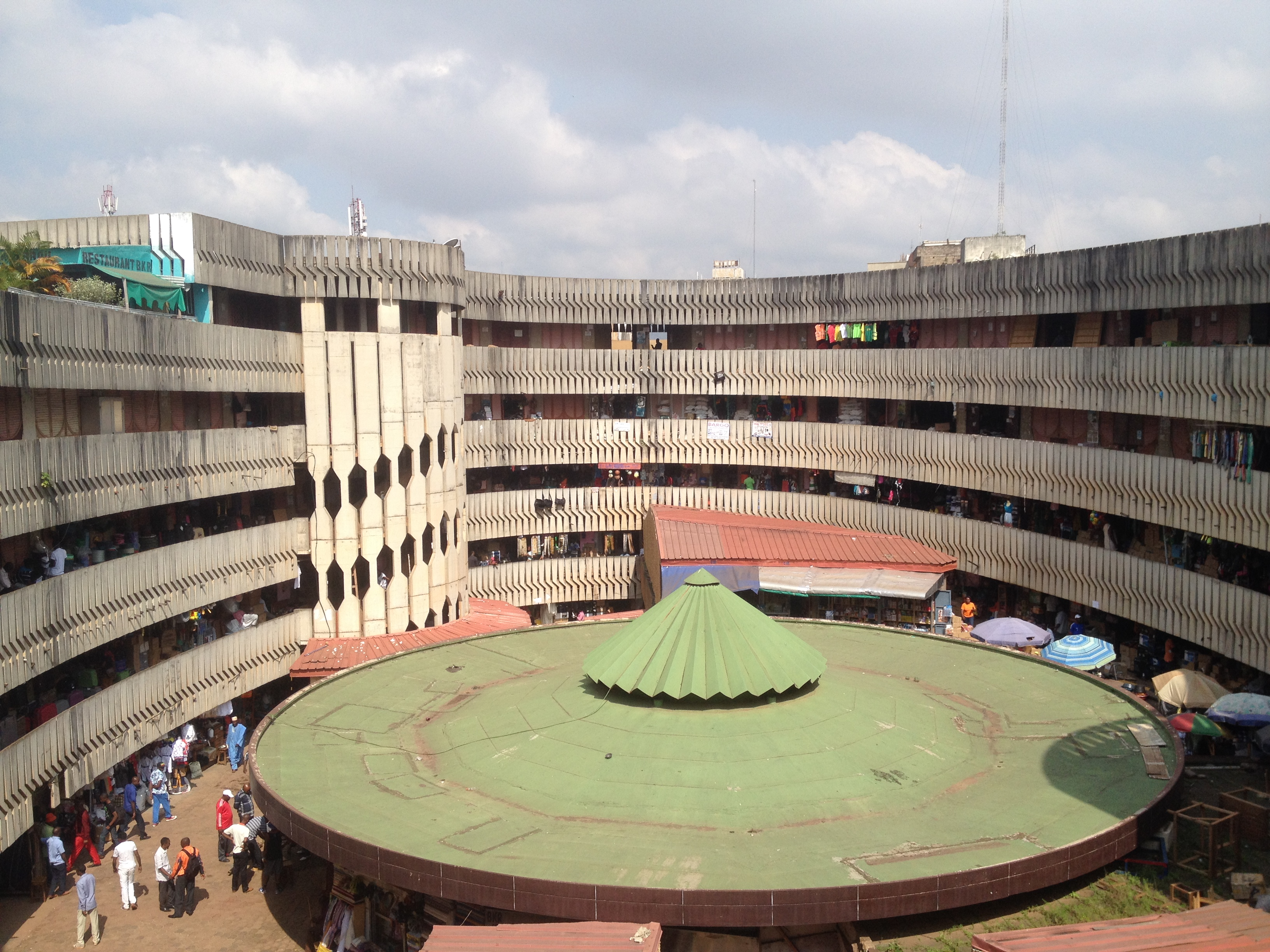
Центральний ринок
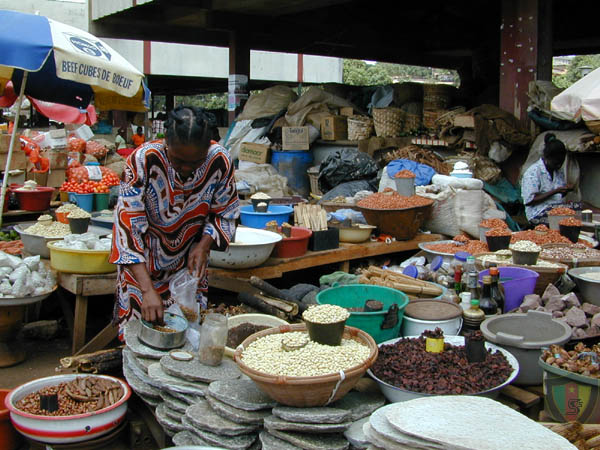
Ринок Мфунді
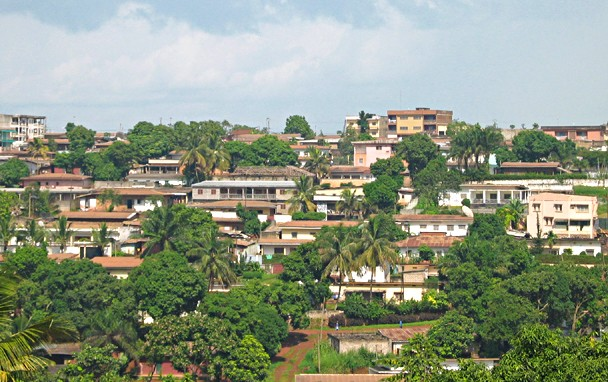
Вид на передмістя Яунде
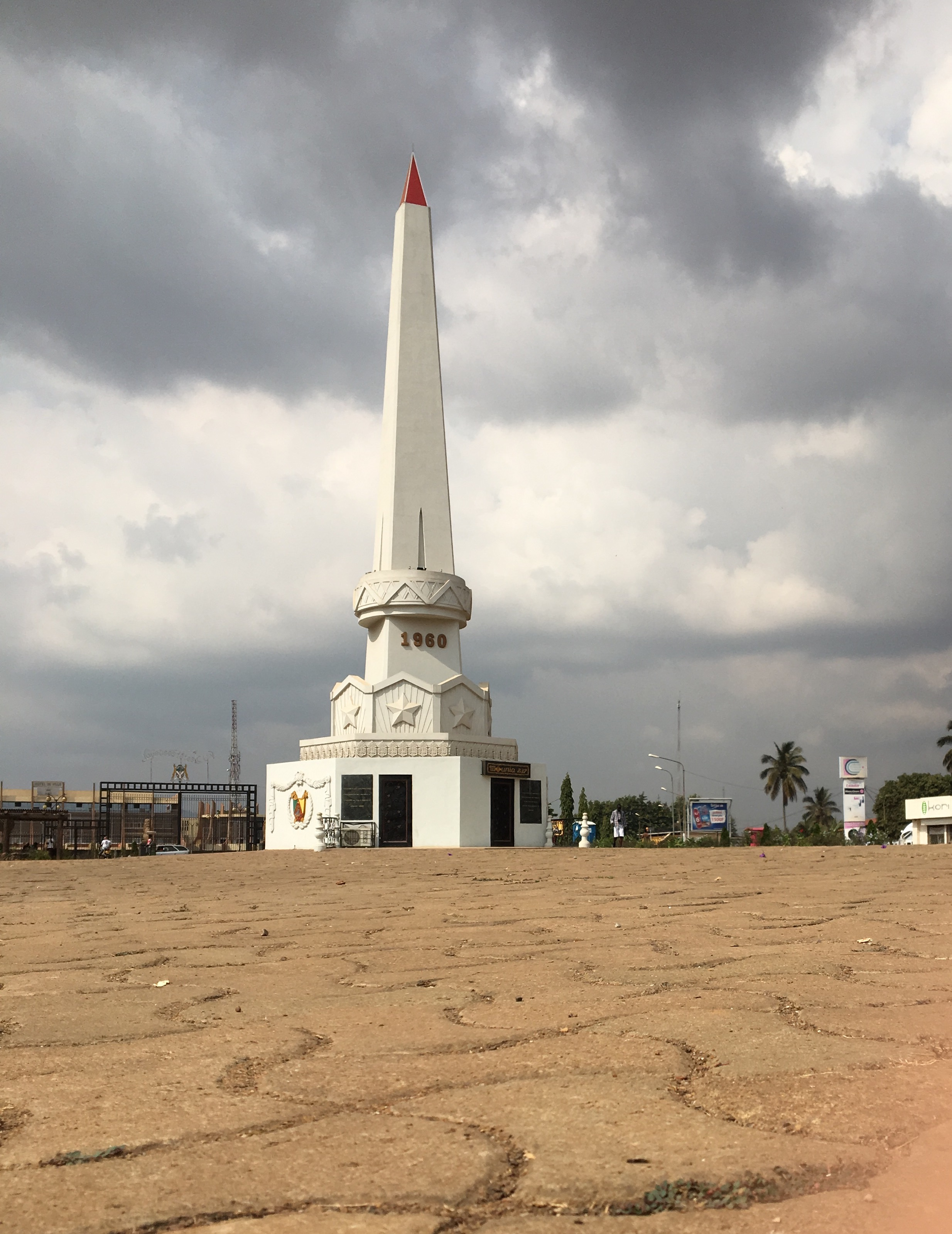
Площа Незалежності